# Celestus hylaius
Celestus hylaius е вид влечуго от семейство Слепоци (Anguidae). Видът е почти застрашен от изчезване.

## Разпространение и местообитание
Разпространен е в Коста Рика.
Обитава гористи местности, планини и възвишения.

## Описание
Популацията на вида е стабилна.